# Gabriel Soto
Gabriel Soto Díaz (Ciudad de México, 17 de abril de 1975) es un actor mexicano.

## Biografía
Gabriel Soto es hijo de Elisa Díaz Lombardo y de Francisco Soto Borja Anda. Fue esposo de la también actriz y presentadora Geraldine Bazán entre los años 2016 y 2018, son padres de dos hijas.
Empezó a modelar a los 18 años después de participar en el certamen Mr. Mundo en 1996 en la ciudad de Estambul, Turquía, siendo así el primer finalista entre participantes de todo el mundo.
En 1997, Gabriel se integra al grupo musical Kairo reemplazando a Eduardo Verástegui. En los discos que participó se encuentran, Libres y Pasiones.

## Carrera
Ha participado en distintas telenovelas en donde logró convencer al público y a la crítica con su actuación. 
La telenovela Mi querida Isabel fue la primera en la que participó, de ahí le siguieron Alma rebelde, Mi destino eres tú, Carita de ángel entre otras llegando así a su proyecto más importante, interpretando a Ulises "el feo" en la telenovela Amigas y rivales del productor Emilio Larrosa. 
En 2002 participa en la telenovela Las vías del amor con el mismo productor, al lado de Aracely Arámbula y Jorge Salinas.
En 2004 la telenovela Mujer de madera, producción de Emilio Larrosa, hace que Gabriel consiga su primer protagónico al lado de Edith González, quien luego sería reemplazada por Ana Patricia Rojo, Jaime Camil y María Sorté.
En 2005 siguiente regresa a Los Ángeles donde estuvo tomando cursos de actuación para cine, clases de boxeo y surf a su regreso a México entra a concursar en el programa Bailando por un sueño.
Luego, en el 2006, protagoniza la telenovela La verdad oculta producida por Emilio Larrosa, al lado de Galilea Montijo, Alejandra Barros y Eduardo Yáñez.
En el 2007, Gabriel fue protagonista de la telenovela Bajo las riendas del amor junto con Adriana Fonseca Adamari López y Geraldine Bazan, que es una adaptación de Cuando llega el amor. 
En el 2008, se integró a Querida enemiga junto al lado de Ana Layevska, Jorge Aravena y María Rubio producida por Lucero Suárez.
En 2009, participó en Sortilegio, un proyecto bajo la producción de Carla Estrada, en la que hizo el papel de Fernando Alanis; en 2010 participó en Estados Unidos de América en la obra de teatro Sortilegio, el show basada en la telenovela.
En 2011, participó en La fuerza del destino, producción de Rosy Ocampo donde dio vida a Camilo Galván, la misma fue protagonizada por David Zepeda y Sandra Echeverría. 
En 2012, estelariza la telenovela Un refugio para el amor junto a Zuria Vega donde interpreta a Rodrigo Torreslanda Fuentes-Gil.
En 2013, estelariza junto a Gloria Trevi en la telenovela Libre para amarte; en 2014, hace una aparición especial en la telenovela Qué pobres tan ricos.
En 2014, Giselle González lo convoca para protagonizar la telenovela Yo no creo en los hombres al lado de Adriana Louvier.
En 2015, realiza una participación especial en la telenovela Antes muerta que Lichita, producción de Rosy Ocampo protagonizada por Maite Perroni y Arath de la Torre.
En 2016, protagoniza Vino el amor junto a Irina Baeva y Kimberly Dos Ramos.
En 2017, participa nuevamente junto con Adriana Louvier en la telenovela Caer en tentación producida por Giselle González, y actuó al lado de Silvia Navarro, Carlos Ferro, Ela Velden, entre otros.
En 2018, se integra al elenco de la segunda temporada de la telenovela Mi marido tiene más familia, producción de Juan Osorio en rol de 'Neto'.
En 2019, protagoniza en la telenovela Soltero con hijas, en el papel de ‘Nico’. 
En 2021, participa en la telenovela producida por Carmen Armendáriz Te acuerdas de mí, interpretando en el papel de “Pedro Cáceres”.
En 2023 interpreta por primera vez a un villano en la quinta saga de Vencer Vencer la culpa interpreta a Leandro Govea y comparte créditos con Gabriela de la Garza, María Sorté y Claudia Martín.

## Trayectoria

### Telenovelas
- Monteverde (2025) - Óscar León[8]
- Vencer la culpa (2023) - Leandro Govea[9]
- Mi camino es amarte (2022-2023) - Guillermo "Memo" Santos Pérez[10]
- La madrastra (2022) - Nicolás Escalante[11]
- Amor dividido (2022) - Maximiliano "Max" Stewart Doar[12][13]
- Te acuerdas de mí (2021) - Pedro Cáceres[14]
- Soltero con hijas (2019-2020) - Nicolás «Nico» Contreras Alarcón[15][16]
- Cita a ciegas (2019) - Alfredo Obando[17]
- Mi marido tiene más familia (2018-2019) - Ernesto "Neto" Rey[18]
- Caer en tentación (2017-2018) - Damián Becker Franco[19]
- Vino el amor (2016-2017) - David Robles Morán
- Antes muerta que Lichita (2015-2016) - Santiago de la Vega
- Yo no creo en los hombres (2014-2015) - Maximiliano Bustamante
- Qué pobres tan ricos (2014) - Él mismo
- Libre para amarte (2013) - Enrique del Pino
- Un refugio para el amor (2012) - Rodrigo Torreslanda Fuentes-Gil[20]
- La fuerza del destino (2011) - Camilo Galván[21]
- Sortilegio (2009) - Fernando Alanís[22]
- Querida enemiga (2008) .... Alonso Ugarte[23]
- Bajo las riendas del amor (2007) .... Juan José Álvarez[24]
- La verdad oculta (2006) .... David Genovés Ordóñez[25]
- Mujer de madera (2004-2005) .... Carlos Gómez[26]
- Las vías del amor (2002-2003) .... Adolfo Lascuraín/Nicolás Quesada
- Amigas y rivales (2001) .... Ulises Barrientos "El Feo"
- Carita de ángel (2000-2001) .... Rogelio Alvarado Gamboa
- Mi destino eres tú (2000) .... Nicolás
- Alma rebelde (1999) .... Vladimir
- Mi querida Isabel (1996-1997) .... Juan

### Series
- Tal para cual (2022) .... Ricardo Fernando Lascuraín[27]
- Silvia, frente a ti (2019) .... El Güero[28]
- Renta congelada (2017) .... Estéfano[29][30]

### Cine
- Ladrón que roba a ladrón (2007)[31]

- La peor de mis bodas (2016)[32]

### Teatro
- Sortilegio, el show (2010) .... Fernando Alanís[33]
- ¿Por qué los hombres aman a las cabronas? (2016-2017 y 2022) .... Jorge[34]

### Discos
Kairo
- Libres (1997)
- Pasiones (1998)

## Premios y reconocimientos

### Premios TVyNovelas
| Año  | Categoría                  | Telenovela                | Resultado |
| ---- | -------------------------- | ------------------------- | --------- |
| 2018 | Mejor actor protagónico    | Caer en tentación         | Nominado  |
| 2015 | Mejor actor protagónico    | Yo no creo en los hombres | Nominado  |
| 2013 | Mejor actor protagónico    | Un refugio para el amor   | Nominado  |
| 2010 | Mejor actor coestelar      | Sortilegio                | Nominado  |
| 2005 | Mejor actor protagónico    | Mujer de madera           | Nominado  |
| 2003 | Mejor actor de reparto     | Las vías del amor         | Nominado  |
| 2002 | Mejor revelación masculina | Amigas y rivales          | Ganador   |

### Premios Los Favoritos del 2002
| Categoría         | Persona      | Resultado |
| ----------------- | ------------ | --------- |
| Mejor actor joven | Gabriel Soto | Ganador   |

### Premios Bravo 2015
| Categoría   | Telenovela                | Resultado |
| ----------- | ------------------------- | --------- |
| Mejor actor | Yo no creo en los hombres | Ganador   |

### Premios ACE 2016
| Categoría   | Telenovela                | Resultado |
| ----------- | ------------------------- | --------- |
| Mejor actor | Yo no creo en los hombres | Ganador   |